# Patanga succincta
La locusta di Bombay (Patanga succincta (Johannson, 1763)) è un ortottero della famiglia Acrididae diffuso in India e nel sud-est asiatico.
Di solito è un insetto solitario e si è mostrato sciamante solo in India. L'ultima piaga di questa locusta fu proprio in quest'ultima zona tra il 1901 e il 1908 e non si sono verificati altri sciami dal 1927. Si pensa che il comportamento degli insetti sia cambiato a causa delle pratiche adottate nell'uso dei terreni agricoli.

## Descrizione
Le ninfe della locusta di Bombay appena nate sono verdi con macchie nere. Dopo esser cresciute e aver mutato la pelle più volte, assumono un colore variabile. Alcune sono di colore verde chiaro, mentre altre sono di colore marrone-arancio o verde con una macchia nera alla base di ciascun padiglione. Gli adulti immaturi sono inizialmente di un colore marrone pallido con una striscia dorsale giallastra e un protorace di colore scuro con due bande laterali pallide. Tra le 6 e le 8 settimane assumono un colore generale più scuro, che si trasforma in un rosso rosato, particolarmente evidente sulle ali posteriori. Quando l'anno seguente le locuste diventano mature, il loro colore cambia in marrone scuro.

## Distribuzione e habitat
La locusta di Bombay viene localizzata in India, nel sud-ovest e nel sud-est asiatico. Il suo habitat si localizza principalmente tra India e Pakistan e si estende fino a Thailandia, Malaysia, Vietnam, Giappone, Filippine e Indonesia. Le zone di riproduzione tipiche sono le pianure erbose e le distese erbose a macchie con arbusti e alberi sparsi che raggiungono quote fino a circa 1 500 metri (4 900 ft). In India, dove una volta gli sciami erano comuni, non si sono più verificati episodi di sciami dal 1927; si pensa che ciò sia dovuto ad un diverso modo di utilizzare il suolo, poiché le aree in cui era solita riprodursi oggi sono in gran parte coltivate. In alcune altre aree di localizzazione, dove non forma sciami, in seguito alla bonifica della foresta è diventata un parassita locale degno di nota.

## Biologia
Nel processo di crescita per diventare adulta, la locusta di Bombay entra in una diapausa che dura per tutta la stagione fredda e secca. Con l'avvento delle piogge l'insetto diventa maturo e inizia a riprodursi. Nel sud del Giappone, ad esempio, rimane in diapausa da giugno a marzo. È stato dimostrato che lo stato riproduttivo coincide con l'allungamento del giorno durante la stagione primaverile. In India si riproduce a giugno e luglio, in Malaysia ad agosto e settembre e in Thailandia a marzo ed aprile. 
Le femmine depongono su un terreno soffice da uno a quattro baccelli, ciascuno contenente fino a 150 uova. Questi si schiudono circa 4-8 settimane dopo, a seconda della zona, e le ninfe attraversano circa sette stadi di sviluppo, durante un periodo di diversi mesi, prima di diventare adulti immaturi. Esiste una sola generazione per anno. In Thailandia le giovani ninfe si nutrono di erba corta ma, dopo il raggiungimento della terza muta si spostano in colture come il mais. Al mattino si nutrono in pieno sole sulla parte superiore della pianta, a mezzogiorno si spostano in luoghi più freschi e più ombreggiati e la sera ritornano a spostarsi verso le zone alte, riunendosi sul lato soleggiato della pianta rivolto a ovest. Gli adulti immaturi dei gruppi non sciamanti si radunano su alcune piante di mais adiacenti, mediante brevi voli verso una posizione migliore se disturbati. Dopo la raccolta del mais tornano nelle distese erbose.

### Sciame
La locusta di Bombay si è mostrata sciamante solo in India. L'invasione più recente è durata dal 1901 al 1908 e l'ultimo sciame è stato registrato nel 1927, in coincidenza con l'adozione di nuovi modelli di agricoltura nella regione. Quando brulicavano, gli insetti trascorrevano il periodo fresco da novembre a marzo nelle aree boschive dei Ghati occidentali. A maggio, quando i venti monsonici iniziavano a soffiare, si spostavano verso nord-est nel Gujarat, Indore, Nagpur, Hyderabad e nei Ghati orientali, coprendo quindi un'area di 500 000 chilometri quadri (190 000 mi²). Se a giugno le piogge tardavano ad arrivare, l'invasione continuava a muoversi in correlazione col vento, a volte fino all'Orissa, al Bihar e al Bengala. All'arrivo delle piogge, gli sciami si separavano, le femmine deponevano le loro uova e gli insetti morivano. I baccelli venivano generalmente posati in terreni argillosi pesanti nelle praterie, nei campi di miglio bruciati o nelle strisce libere di terra tra i campi. Le uova si schiudevano poche settimane dopo e, quando le cavallette erano cresciute e si trasformavano in adulti alati, si nutrivano di erbe o si trasferivano in colture di miglio in maturazione. I venti che soffiavano da nord-est in ottobre e novembre riportavano nei Ghati occidentali gli adulti immaturi, che si nutrivano principalmente di giorno e si spostavano di notte.